# ショーン・オントン
ショーン・ポール・オントン（英語: Shaun Paul Ontong、1987年3月25日 - ）は、オーストラリアの元サッカー選手、現サッカー指導者。選手時代のポジションはDF。

## クラブ歴
キャンベラ生まれ。下部組織時代は最終的にFFAセンター・オブ・エクセレンスに所属した。2006年末に1.FCニュルンベルクのトライアルに参加したが、トライアルの最中に鼠蹊部を負傷しオーストラリアへの帰国を余儀なくされた。その後、メルボルン・ヴィクトリーFCの練習に参加してから再び渡欧、FCシオンやNKマリボル、NKベラ・クライナのトライアルに参加したものの、怪我が再発したために再びオーストラリアに戻る事となった。
2007年6月に結局オーストラリアでアデレード・ユナイテッドFCと単年契約を結び、選手となった。2008年4月にニューカッスル・ユナイテッド・ジェッツFCに2年契約で移籍。2010年夏に無所属となり、2011年1月にオークライ・キャノンズFCに加入したが、半年で選手を引退した。

## 代表歴
U-20代表時代にはアンジェ・ポステコグルー監督の下でAFCユース選手権2006に主将として参加していた。

## 指導者歴
2013年、同郷のカズ・パタフタとともにキャンベラにオントン・パタフタ・フットボール・アカデミーを設立。
2014年にデンポSCでアーサー・パパス監督のアシスタントコーチに就任した。その後、エエルコ・スハットリー監督のアシスタントコーチとして、2018年にノースイースト・ユナイテッドFC、2019年にケーララ・ブラスターズFCのアシスタントコーチを務めた。
2020年にアンジェ・ポステコグルー監督率いる横浜F・マリノスのアシスタントコーチに就任した。
2025年1月17日、ジョン・ハッチンソンが監督に就任したジュビロ磐田のアシスタントコーチに就任。

## 家族
父のポール・オントンは、南アフリカ共和国生まれのサッカー選手。奥様は、ロシア生まれの一般人ロシア人女性